# Mistrzostwa Świata w Piłce Nożnej 2002 (eliminacje strefy OFC)
Mistrzostwa Świata w Piłce Nożnej 2002 (eliminacje strefy OFC) – turniej eliminacyjny do Mistrzostw Świata w Piłce Nożnej 2002 odbywających się w Korei Południowej i Japonii. Turniej trwał od 7 kwietnia do 24 czerwca 2001 roku. Drużyny Australii i Nowej Zelandii awansowały do fazy finałowej. Fazę finałową wygrała drużyna Australii (w dwumeczu 6–1) i uzyskała awans do interkontynentalnego dwumeczu play-off. W dwumeczu play-off z drużyną strefy CONMEBOL - Urugwajem - uległa wynikiem 1:3 (wygrała pierwszy mecz 1–0, a następnie mecz rewanżowy przegrała 0–3), nie uzyskując awansu na Mistrzostwa Świata 2002 - tym samym żadna z drużyn ze strefy Australii i Oceanii nie wystąpiła podczas Mundialu 2002.  
Do eliminacji zgłosiło się 10 drużyn. Eliminacje zostały rozegrane w dwóch etapach. Pierwszy etap stanowił podział drużyn na dwie grupy po 5 zespołów w każdej grupie. Mecze w etapie pierwszym rozgrywano w systemie kołowym („każdy z każdym”). Zwycięzcy każdej z grup awansowali do fazy finałowej. Drugi etap stanowiła faza finałowa - dwie najlepsze drużyny, które wygrały swoje grupy zmierzyły się w dwumeczu. Drużyna, która wygrała dwumecz awansowała do interkontynentalnej fazy play-off, w której zespół ze strefy OFC rozgrywał dwumecz z zespołem ze strefy CONMEBOL. Arenami zmagań były stadiony w Australii (Coffs Harbour International Stadium, Stadium Australia) i Nowej Zelandii (North Harbour Stadium, Wellington Regional Stadium). Do historii piłki nożnej przeszedł mecz pomiędzy reprezentacją Australii i Samoa Amerykańskiego, w którym padła rekordowa liczba bramek - Australijczycy pokonali reprezentantów Samoa Amerykańskiego wynikiem 31–0, a Archie Thompson strzelił w tym spotkaniu 13 goli.   

## Rezultaty turnieju

### Grupa 1
| Drużyna            | Mecze | Zwycięstwa | Remisy | Porażki | Strzelone bramki | Stracone bramki | +/- | Pkt |
| ------------------ | ----- | ---------- | ------ | ------- | ---------------- | --------------- | --- | --- |
| Australia          | 4     | 4          | 0      | 0       | 66               | 0               | +66 | 12  |
| Fidżi              | 4     | 3          | 0      | 1       | 27               | 4               | +23 | 9   |
| Tonga              | 4     | 2          | 0      | 2       | 7                | 30              | −23 | 6   |
| Samoa              | 4     | 1          | 0      | 3       | 9                | 18              | −9  | 3   |
| Samoa Amerykańskie | 4     | 0          | 0      | 4       | 0                | 57              | −57 | 0   |

| 7 kwietnia 2001 | Samoa | 0:1 | Tonga · Taufahema 86' | Coffs Harbour International Stadium, Coffs Harbour Widzów: 500 Sędzia: Ronan Leaustic |
|                 |       |     |                       |                                                                                       |

| 7 kwietnia 2001 | Fidżi · Masi 3' (kar.), 12', 53', 54' · Lal 23', 24', 28', 39', 45' · Mateiwai 31' · Nasema 56' · Samy 70', 75' | 13:0 | Samoa Amerykańskie | Coffs Harbour International Stadium, Coffs Harbour Widzów: 500 Sędzia: Derek Rugg |
|                 | |      |                    |                                                                                   |

|  | Tonga | 0:22 | Australia · Chipperfield 3', 83' · Mori 13', 23', 40', 58' · Aloisi 14', 24', 37', 45', 52', 63' · Kevin Muscat 18', 30', 54', 82' · Popovic 67' · Vidmar 74' · Zdrilic 78', 90' · Thompson 80' · Boutsianis 87' | Coffs Harbour International Stadium, Coffs Harbour Widzów: 1500 Sędzia: Harry Attison |
|  |       |      | |                                                                                       |

| 9 kwietnia 2001 | Samoa Amerykańskie | 0:8 | Samoa · Leututu 8' (kar.) · Gabriel 35' · Fa'aiuaso 41', 52', 73', 84' · Lemana 55' · Michael 63' | Coffs Harbour International Stadium, Coffs Harbour Widzów: 200 Sędzia: Brian Precious |
|                 |                    |     |                                                                                                   |                                                                                       |

| 11 kwietnia 2001 | Samoa · Lemana 33' (kar.) | 1:6 | Fidżi · Ul Radike Mateiwai 5' · Masi 21', 41' · Tokuma 48' (sam.) · Prasad 84', 86' | Coffs Harbour International Stadium, Coffs Harbour Widzów: 400 Sędzia: Henry Attison |
|                  |                           |     |                                                                                     |                                                                                      |

| 11 kwietnia 2001 | Australia · Boutsianis 10', 50', 84' · Thompson 12', 23', 27', 29', 32', 37', 42', 45', 56', 60', 65', 85', 88' · Zdrilic 13', 21', 25', 33', 58', 66', 78', 89' · Vidmar 14', 80' · Popovic 17', 19' · Colosimo 51', 81' · De Amicis 55' | 31:0 | Samoa Amerykańskie | Coffs Harbour International Stadium, Coffs Harbour Widzów: 3000 Sędzia: Ronan Leaustic |
|                  | |      |                    |                                                                                        |

| 14 kwietnia 2001 | Fidżi | 0:2 | Australia · Corica 23' · Foxe 81' | Coffs Harbour International Stadium, Coffs Harbour Widzów: 5000 Sędzia: Derek Rugg |
|                  |       |     |                                   |                                                                                    |

| 14 kwietnia 2001 | Samoa Amerykańskie | 0:5 | Tonga · Taufahema 2', 24', 51' · Moa 71' (kar.) · Fakava 86' | Coffs Harbour International Stadium, Coffs Harbour Widzów: 1000 Sędzia: Brian Precious |
|                  |                    |     |                                                              |                                                                                        |

| 16 kwietnia 2001 | Australia · Vidmar 5', 50' · Zdrilic 28', 57' · Foxe 44' · Popovic 55', 89' · Thompson 75', 88' · Chipperfield 76' · Bureta 81' (sam.) | 11:0 | Samoa | Coffs Harbour International Stadium, Coffs Harbour Widzów: 2000 Sędzia: Brian Precious |
|                  | |      |       |                                                                                        |

| 16 kwietnia 2001 | Tonga · Taufahema 78' | 1:8 | Fidżi · Leka 4' · Masi 30', 37', 38', 90' · Vurukania 34', 56' · Nasema 62' | Coffs Harbour International Stadium, Coffs Harbour Widzów: 1000 Sędzia: Ronan Leaustic |
|                  |                       |     |                                                                             |                                                                                        |

### Grupa 2
| Drużyna        | Mecze | W | R | P | B+ | B- | +/− | Pkt |
| -------------- | ----- | - | - | - | -- | -- | --- | --- |
| Nowa Zelandia  | 4     | 4 | 0 | 0 | 19 | 1  | +18 | 12  |
| Tahiti         | 4     | 3 | 0 | 1 | 14 | 6  | +8  | 9   |
| Wyspy Salomona | 4     | 2 | 0 | 2 | 17 | 10 | +7  | 6   |
| Vanuatu        | 4     | 1 | 0 | 3 | 11 | 21 | −10 | 3   |
| Wyspy Cooka    | 4     | 0 | 0 | 4 | 2  | 25 | −23 | 0   |

| 4 czerwca 2001 | Vanuatu · Lauru 56' | 1:6 | Tahiti · Senechal 26' · Bennett 36', 41', 81' · Amaru 52' · Tagawa 82' | North Harbour Stadium, Auckland Widzów: 400 Sędzia: Intaz Shah |
|                |                     |     |                                                                        |                                                                |

| 4 czerwca 2001 | Wyspy Salomona · Suri 14' · Daudau 19', 54', 75' · Menapi 31', 52', 85' · Firisua 84' · Konofilla 89' | 9:1 | Wyspy Cooka · Temiha 4' | North Harbour Stadium, Auckland Widzów: 1542 Sędzia: Brett Hugo |
|                | |     |                         |                                                                 |

| 6 czerwca 2001 | Tahiti | 0:5 | Nowa Zelandia · Coveny 41', 56', 71' · Lines 53' · Jonathan Perry 88' | North Harbour Stadium, Auckland Widzów: 2052 Sędzia: Leslie Irvine |
|                |        |     |                                                                       |                                                                    |

| 6 czerwca 2001 | Wyspy Cooka · Pukoku 13' | 1:8 | Vanuatu · Ben 4' · Lauru 27' · G. Maki 38' · Iwai 50', 59', 66' · P. Maki 74' · Waiwai 82' | North Harbour Stadium, Auckland Widzów: 600 Sędzia: Matthew Breeze |
|                |                          |     |                                                                                            |                                                                    |

| 8 czerwca 2001 | Vanuatu · Iwai 18', 48' | 2:7 | Wyspy Salomona · Wickham 17', 47' · Menapi 46', 73' · Waita 48' · Samani 62' · Suri 79' | North Harbour Stadium, Auckland Widzów: 1674 Sędzia: Edward Lennie |
|                |                         |     |                                                                                         |                                                                    |

| 8 czerwca 2001 | Nowa Zelandia · Hickey 64', 66' | 2:0 | Wyspy Cooka | North Harbour Stadium, Auckland Widzów: 500 Sędzia: Brett Hugo |
|                |                                 |     |             |                                                                |

| 11 czerwca 2001 | Wyspy Salomona · Suri 85' | 1:5 | Nowa Zelandia · Coveny 27', 50' · Jackson 32', 55' · Urlovic 67' | North Harbour Stadium, Auckland Widzów: 2500 Sędzia: Intaz Shah |
|                 |                           |     |                                                                  |                                                                 |

| 11 czerwca 2001 | Wyspy Cooka | 0:6 | Tahiti · Senechal 2', 45' · Tagawa 19', 64', 87' · Bennett 51' | North Harbour Stadium, Auckland Widzów: 300 Sędzia: Edward Lennie |
|                 |             |     |                                                                |                                                                   |

| 13 czerwca 2001 | Nowa Zelandia · Coveny 2', 7', 30' · Jackson 25' · Lines 27' · Burton 62' · Vicelich 68' | 7:0 | Vanuatu | North Harbour Stadium, Auckland Widzów: 1500 Sędzia: Leslie Irvine |
|                 |                                                                                          |     |         |                                                                    |

| 13 czerwca 2001 | Tahiti · Garcia 25' (kar.) · Fatupua-Lecaill 77' | 2:0 | Wyspy Salomona | North Harbour Stadium, Auckland Widzów: 250 Sędzia: Matthew Breeze |
|                 |                                                  |     |                |                                                                    |

### Faza finałowa
| 20 czerwca 2001 | Nowa Zelandia | 0:2 | Australia · Emerton 5', 80' | Wellington Regional Stadium, Wellington Widzów: 19 500 Sędzia: Masayoshi Okada |
|                 |               |     |                             |                                                                                |

| 24 czerwca 2001 | Australia · Zdrilic 5', 82' · Emerton 40' · Aloisi 56' | 4:1 | Nowa Zelandia · Coveny 44' (kar.) | Stadium Australia, Sydney Widzów: 41 976 Sędzia: Kwon Jong-chul |
|                 |                                                        |     |                                   |                                                                 |

### Play-offy interkontynentalne o awans do finałów MŚ 2002
| 20 listopada 2001 | Australia · Muscat 78' (kar.) | 1:0 | Urugwaj | Melbourne Cricket Ground, Melbourne Widzów: 84 656 Sędzia: Graziano Cesari |
|                   |                               |     |         |                                                                            |

| 25 listopada 2001 | Urugwaj · Silva 14' · Morales 70', 90' | 3:0 | Australia | Estadio Centenario, Montevideo Widzów: 62 000 Sędzia: Ali Bujsaim |
|                   |                                        |     |           |                                                                   |

## Strzelcy bramek
16 bramek
- Archie Thompson

14 bramek
- David Zdrilic

9 bramek
- Esala Masi
- Vaughan Coveny

7 bramek
- John Aloisi

5 bramek
- Kevin Muscat
- Tony Popovic
- Shailemdra Lal
- Commins Menapi
- Richard Iwai

4 bramki
- Con Boutsianis
- Damian Mori
- Aurelio Vidmar
- Desmond Fa'aiuaso
- Naea Bennett
- Felix Tagawa
- Lokoua Taufahema

3 bramki
- Scott Chipperfield
- Brett Emerton
- Chris Jackson
- Ben Lemana
- Patteson Daudau
- Batram Suri
- Tony Senechal

2 bramki
- Simon Colosimo
- Hayden Foxe
- Manoa Masi
- Valerio Nasema
- Atnesh Prasad
- Abinesh Samy
- Noah Hickey
- Aaran Lines
- Vivian Wickham
- Simon Lauru

1 bramka
- Fausto De Amicis
- Steve Corica
- Tony Vidmar
- Junior Pukoku
- Niki Temiha
- Jope Namawa Leka
- Ulaiasi Mateiwai
- Ul Radike Mateiwai
- Leone Vurukania
- Mark Burton
- Jonathan Perry
- Paul Urlovic
- Ivan Vicelich
- Dominic Gabriel
- Junior Michael
- David Firisua
- Joel Konofilla
- Jack Samani
- Stanley Waita
- Harold Amaru
- Samuel Garcia
- Steve Fatupua-Lecaill
- Teu Fakava
- Penieli Moa
- Fillisione Taufahema
- Jimmy Ben
- Gerard Maki
- Pita Maki
- Waren Waiwai

1 gol samobójczy
- Lisi Leututu (dla Samoa)
- Filipo Bureta (dla Australii)
- Molesi Tokuma (dla Fidżi)

## Drużyny strefy OFC nieuczestniczące w eliminacjach
1. Papua-Nowa Gwinea
2. Kiribati
3. Nowa Kaledonia
4. Niue
5. Mikronezja
6. Palau
7. Tuvalu